# Eurema amelia
Eurema amelia är en fjärilsart som först beskrevs av Felipe Poey 1852.  Eurema amelia ingår i släktet Eurema och familjen vitfjärilar. Inga underarter finns listade i Catalogue of Life.